# العلاقات الغيانية الليسوتوية
العلاقات الغيانية الليسوتوية هي العلاقات الثنائية التي تجمع بين غيانا وليسوتو.

## مقارنة بين البلدين
هذه مقارنة عامة ومرجعية للدولتين:
| وجه المقارنة                                              | غيانا        | ليسوتو                      |
| --------------------------------------------------------- | ------------ | --------------------------- |
| المساحة (كم2)                                             | 214.97 ألف   | 32.96 ألف                   |
| عدد السكان (نسمة)                                         | 777.86 ألف   | 2.23 مليون                  |
| الكثافة السكانية (ن./كم²)                                 | 3.62         | 67.66                       |
| العاصمة                                                   | جورج تاون    | ماسيرو                      |
| اللغة الرسمية                                             | لغة إنجليزية | لغة إنجليزية، اللغة السوتية |
| العملة                                                    | دولار غياني  | لوتي ليسوتو                 |
| الناتج المحلي الإجمالي (بليون دولار)                      | 3.68 مليار   | 2.64 مليار                  |
| الناتج المحلي الإجمالي (تعادل القوة الشرائية) بليون دولار | 5.77 مليار   | 6.30 مليار                  |
| الناتج المحلي الإجمالي الاسمي للفرد دولار أمريكي          | 4.13 ألف     | 1.07 ألف                    |
| الناتج المحلي الإجمالي للفرد دولار أمريكي                 |              | 2.64 ألف                    |
| مؤشر التنمية البشرية                                      |              | 0.497                       |
| رمز المكالمات الدولي                                      | +592         | +266                        |
| رمز الإنترنت                                              | .gy          | .ls                         |
| المنطقة الزمنية                                           | 00           | ت ع م+02:00                 |

## منظمات دولية مشتركة
يشترك البلدان في عضوية مجموعة من المنظمات الدولية، منها:
| علم المنظمة | اسم المنظمة                                 | تاريخ انضمام غيانا | تاريخ انضمام ليسوتو |
| ----------- | ------------------------------------------- | ------------------ | ------------------- |
|             | مؤسسة التنمية الدولية                       | 4 يناير 1967       | 19 سبتمبر 1968      |
|             | يونسكو                                      | 21 مارس 1967       | 29 سبتمبر 1967      |
|             | وكالة ضمان الاستثمار متعدد الأطراف          | 18 يناير 1989      | 12 أبريل 1988       |
|             | الأمم المتحدة                               | 20 سبتمبر 1966     | 17 أكتوبر 1966      |
|             | مجموعة دول أفريقيا والكاريبي والمحيط الهادئ | ?                  | ?                   |
|             | دول الكومنولث                               | ?                  | 1966                |
|             | الاتحاد البريدي العالمي                     | ?                  | ?                   |
|             | البنك الدولي للإنشاء والتعمير               | 26 سبتمبر 1966     | 25 يوليو 1968       |
|             | الاتحاد الدولي للاتصالات                    | 8 مارس 1967        | 26 مايو 1967        |
|             | منظمة حظر الأسلحة الكيميائية                | ?                  | ?                   |
|             | مؤسسة التمويل الدولية                       | 4 يناير 1967       | 29 سبتمبر 1972      |
|             | المركز الدولي لتسوية المنازعات الاستشارية   | 10 أغسطس 1969      | 7 أغسطس 1969        |
|             | منظمة التجارة العالمية                      | ?                  | ?                   |
|             | منظمة الشرطة الجنائية الدولية               | ?                  | ?                   |

## وصلات خارجية
- موقع وزارة الخارجية الغيانية
- موقع وزارة الخارجية الليسوتوية